# Laskowa (gmina)
Pour les articles homonymes, voir Laskowa.
Laskowa est une gmina rurale du powiat de Limanowa, Petite-Pologne, dans le sud de la Pologne. Son siège est le village de Laskowa, qui se situe environ 8 km au nord de Limanowa et 50 km au sud-est de la capitale régionale Cracovie.
La gmina couvre une superficie de 72,82 km2 pour une population de 7 410 habitants.

## Géographie
La gmina inclut les villages de Jaworzna, Kamionka Mała, Kobyłczyna, Krosna, Laskowa, Sechna, Strzeszyce, Ujanowice et Żmiąca.
La gmina borde les gminy de Iwkowa, Limanowa, Lipnica Murowana, Łososina Dolna et Żegocina.